# João Cutileiro
João Pires Cutileiro, né le 26 juin 1937 à Lisbonne − mort le 5 janvier 2021 dans la même ville, est un sculpteur portugais.